# Nicola Vizzoni
Nicola Vizzoni (né le 4 novembre 1973 à Pietrasanta) est un athlète italien, spécialiste du lancer du marteau.

## Carrière
Il a remporté la médaille d'argent aux Jeux olympiques d'été de 2000 et, dix ans après, la même médaille aux Championnats d'Europe d'athlétisme 2010, ce qui lui permet de représenter l'Europe lors de la Coupe continentale d'athlétisme 2010 (où il termine 4e avec 75,80 m).
Son meilleur lancer est de 80,50 m en juillet 2001 à Formia.
Il ne réussit à remporter l'épreuve du lancer du marteau en Coupe d'Europe qu'à l'occasion Championnat d'Europe par équipe d'athlétisme 2009 avec 78,15 m et l'année suivante, il redevient deuxième avec 77,54 m des Championnats d'Europe d'athlétisme par équipes 2010.
Il compte neuf participations consécutives aux Championnats du monde, la première en 1997 et la dernière en 2013. En 2001, à Edmonton, il termine à la quatrième position, son meilleur résultat aux championnats du monde.
Il détient 24 titres nationaux italiens, le dernier remporté en 2011 à Turin (12 hivernaux et 12 estivaux). Il réalise un lancer de 80,29 m à Florence le 4 juin 2011.
En 2012, douze ans après ses premiers Jeux, il se qualifie malgré l'averse qui s'est abattue sur le Stade olympique au moment de ses essais pour la finale olympique.
En 2013, pour sa 58e sélection en équipe nationale italienne, il remporte la médaille de bronze lors des Jeux méditerranéens 2013 à Mersin. Le 28 juillet 2013, il remporte son 26e titre national italien, l'année de ses quarante ans, en 74,10 m, à l'Arena Civica.

## Palmarès
| Date | Compétition                       | Ville     | Résultat | Marque  |
| ---- | --------------------------------- | --------- | -------- | ------- |
| 1992 | Championnats du monde juniors     | Séoul     | 5e       | 66,96 m |
| 1995 | Universiade                       | Fukuoka   | 13e      | 70,70 m |
| 1997 | Jeux méditerranéens               | Bari      | 5e       | 74,86 m |
| 1997 | Universiade                       | Catania   | 5e       | 75,12 m |
| 1998 | Championnats d'Europe             | Budapest  | 17e      | 74,65 m |
| 1999 | Championnats du monde             | Séville   | 7e       | 78,31 m |
| 2000 | Jeux olympiques                   | Sydney    | 2e       | 79,64 m |
| 2001 | Championnats du monde             | Edmonton  | 4e       | 80,13 m |
| 2001 | Universiade                       | Pékin     | 1er      | 78,41 m |
| 2001 | Jeux méditerranéens               | Radès     | 1er      | 78,48 m |
| 2004 | Jeux olympiques                   | Athènes   | 10e      | 74,27 m |
| 2005 | Jeux méditerranéens               | Almeria   | 4e       | 73,64 m |
| 2006 | Championnats d'Europe             | Göteborg  | 8e       | 76,55 m |
| 2007 | Jeux mondiaux militaires          | Hyderabad | 2e       | 74,96 m |
| 2009 | Jeux méditerranéens               | Pescara   | 1er      | 75,92 m |
| 2009 | Championnats du monde             | Berlin    | 9e       | 73,70 m |
| 2010 | Championnats d'Europe par équipes | Bergen    | 2e       | 77,54 m |
| 2010 | Championnats d'Europe             | Barcelone | 2e       | 79,12 m |
| 2011 | Championnats du monde             | Daegu     | 8e       | 77,04 m |
| 2012 | Championnats d'Europe             | Helsinki  | 5e       | 75,13 m |
| 2012 | Jeux olympiques                   | Londres   | 7e       | 76,07 m |
| 2013 | Jeux méditerranéens               | Mersin    | 3e       | 76,86 m |
| 2013 | Championnats du monde             | Moscou    | 7e       | 77,61 m |
| 2014 | Championnats d'Europe             | Zurich    | 11e      | 73,94 m |
| 2015 | Coupe d'Europe des clubs          | Mersin    | 3e       | 68,11 m |